# Chrysogaster
Genre
Synonymes
Crysogaster Rondani, 1865
Chrysogaster est un genre d'insectes diptères de la famille des Syrphidae, de la sous-famille des Eristalinae, de la tribu des Brachyopini et de la sous-tribu des Brachyopina.

## Espèces
Selon BioLib (5 juin 2021) :
- Chrysogaster aerosa Loew, 1843
- Chrysogaster africana Hull, 1944
- Chrysogaster aliniensis Mutin, 1999
- Chrysogaster antitheus Walker, 1849
- Chrysogaster apicalis Bezzi, 1920
- Chrysogaster atlasi Kassebeer, 1999
- Chrysogaster basalis Loew, 1857
- Chrysogaster cemiteriorum (Linnaeus, 1758)
- Chrysogaster curvistylus Vujic & Stuke, 1998
- Chrysogaster formosana (Shiraki, 1930)
- Chrysogaster inflatifrons Shannon, 1916
- Chrysogaster jaroslavensis Stackelberg, 1922
- Chrysogaster kirgisorum Stackelberg, 1952
- Chrysogaster laevigata Bezzi, 1915
- Chrysogaster lindbergi Kassebeer, 1999
- Chrysogaster lucida (Scopoli, 1763)
- Chrysogaster mediterraneus Vujic, 1999
- Chrysogaster musatovi Stackelberg, 1952
- Chrysogaster ocularia Herve-Bazin, 1914
- Chrysogaster parumplicata Loew, 1840
- Chrysogaster pilocapita Hull, 1944
- Chrysogaster poecilophthalma Bezzi, 1908
- Chrysogaster poecilops Bezzi, 1915
- Chrysogaster pollinifacies Violovitsh, 1956
- Chrysogaster proserpina Hull, 1944
- Chrysogaster quinquestriata Szilady, 1942
- Chrysogaster rondanii Maibach & Goeldlin, 1995
- Chrysogaster semiopaca Matsumura, 1916
- Chrysogaster simplex Loew, 1843
- Chrysogaster sinensis Stackelberg, 1952
- Chrysogaster solstitialis (Fallén, 1817)
- Chrysogaster spiloptera Bezzi, 1915
- Chrysogaster stackelbergi Violovitsh, 1978
- Chrysogaster tadzhikorum Stackelberg, 1952
- Chrysogaster tumescens Loew, 1873
- Chrysogaster virescens Loew, 1854

Synonyme
- Chrysogaster elegans, un synonyme de Orthonevra elegans